# Komitat Zala (historisch)
Das Komitat Zala (ungarisch Zala vármegye, lateinisch comitatus Zaladiensis) war eine Verwaltungseinheit im Westen des Königreichs Ungarn. Verwaltungssitz war Zalaegerszeg.

## Geographie

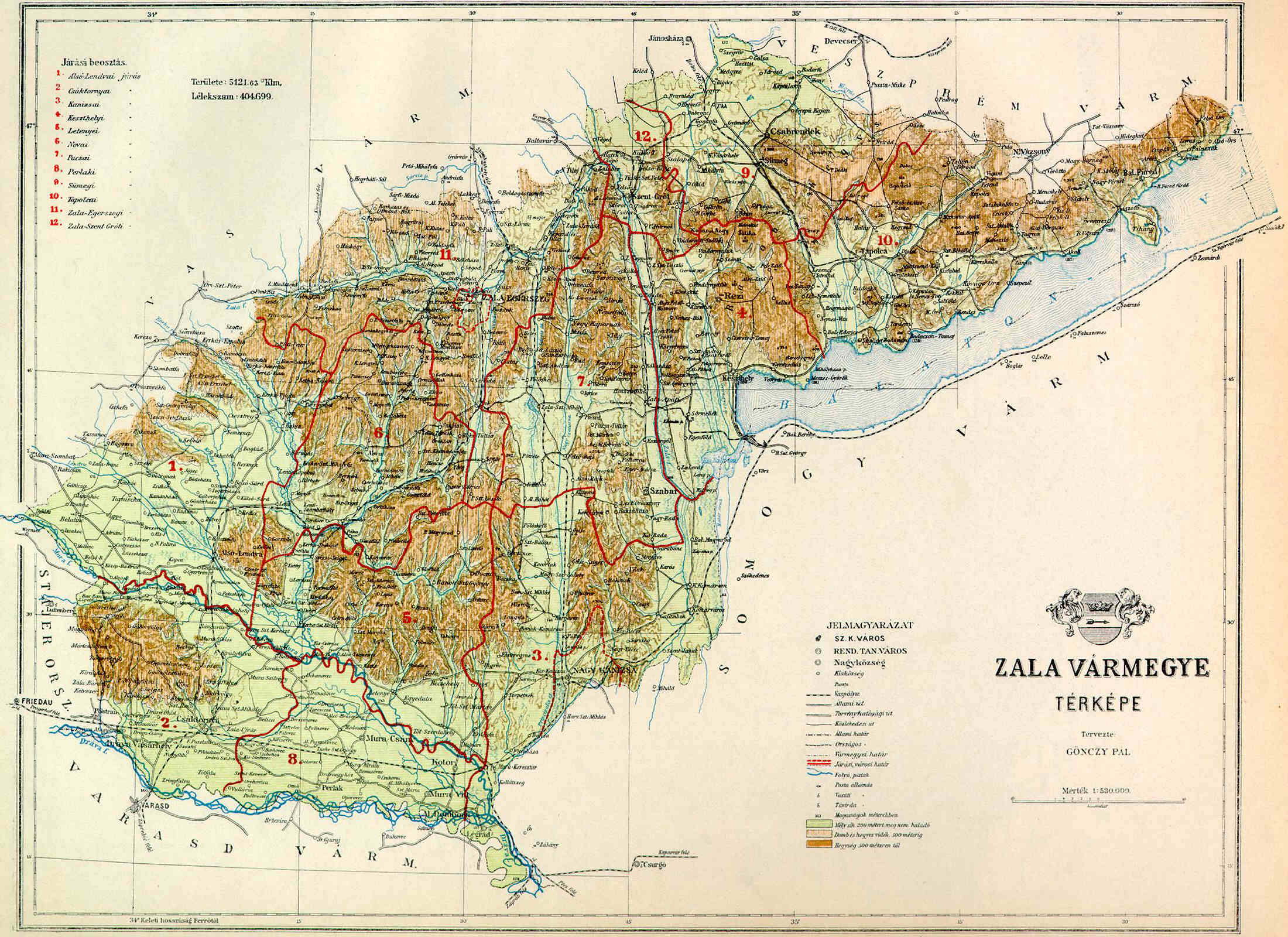
Karte des Komitats Zala um 1890

Das Komitat grenzte an das österreichische Kronland Steiermark sowie die ungarischen Komitate Eisenburg (Vas), Komitat Veszprém, Somogy, Belovár-Kőrös und Varasd (die beiden letztgenannten gehörten zum Königreich Kroatien und Slawonien). Im Süden war die Drau die natürliche Grenze, im Osten der Plattensee, und durch das Gebiet flossen die Mur und die Zala.
Das Gebiet liegt im heutigen Südwestungarn auf der Fläche der heutigen Komitate Zala und Veszprém sowie im nördlichen Landesteil Kroatiens (auf dem Gebiet der heutigen Gespanschaft Međimurje) und im Nordosten Sloweniens (um den Ort Lendava). 

## Geschichte
Das Komitat entstand im 11. Jahrhundert und bestand in dieser Form bis 1918. Der südwestliche Teil, die sogenannte Murinsel wurde 1919 an das Königreich der Serben, Kroaten und Slowenen abgetreten (durch den Vertrag von Trianon 1920 völkerrechtlich bestätigt). Durch die große Komitatsreform 1950 kam ein Teil des Komitats Vas nördlich der Stadt Zalaegerszeg zum Komitatsgebiet hinzu, im Gegenzug wurde das Gebiet nördlich des Plattensees dem Komitat Veszprém zugeschlagen. Siehe weiter dazu unter Komitat Zala.

## Bezirksunterteilung
Im frühen 20. Jahrhundert bestanden folgende Stuhlbezirke (nach dem Namen des Verwaltungssitzes benannt):
| Stuhlbezirke (járások)                   | Stuhlbezirke (járások) |
| Stuhlbezirk                              | Verwaltungssitz        |
| ---------------------------------------- | ---------------------- |
| Alsólendva                               | Alsólendva             |
| Balatonfüred                             | Balatonfüred           |
| Csáktornya                               | Csáktornya             |
| Keszthely                                | Keszthely              |
| Letenye                                  | Letenye                |
| Nagykanizsa                              | Nagykanizsa            |
| Nova                                     | Nova                   |
| Pacsa                                    | Pacsa                  |
| Perlak                                   | Perlak                 |
| Sümeg                                    | Sümeg                  |
| Tapolca                                  | Tapolca                |
| Zalaegerszeg                             | Zalaegerszeg           |
| Zalaszentgrót                            | Zalaszentgrót          |
| Stadtbezirke (rendezett tanácsú városok) |                        |
| Nagykanizsa                              |                        |
| Zalaegerszeg                             |                        |

Die Städte Csáktornya und Prelog liegen im heutigen Kroatien, Alsólendva im heutigen Slowenien, alle anderen Orte im heutigen Ungarn.